# Rip out the Wings of a Butterfly
«Rip out the Wings of a Butterfly», también lanzado como «Wings of a Butterfly» es un sencillo de la banda finlandesa de rock alternativo HIM. Fue lanzado como el segundo sencillo de su álbum del 2005, Dark Light, y fue lanzado como el primer sencillo de la banda del año. El sencillo llegó al puesto #1 en Finlandia, al puesto #10 en Alemania y en el Reino Unido y al #87 en los Estados Unidos, calificándolo como el mejor sencillo del álbum. El video musical fue grabado en el Union Station, en Los Ángeles y llegó al puesto #1 del Rock Countdown on MTV2 a finales del 2005 durante cinco semanas hasta que después desapareció.

## La letra
Ville Valo aceptó que está basada en una antigua leyenda griega en la que dos almas destruyen algo hermoso para alcanzar la vida eterna. También dijo: "Había estado leyendo sobre un antiguo mito que dice que las almas con alas de mariposa son inmortales, y de allí tomé la idea. Arrancarle las alas a una mariposa, destruir algo hermoso con un propósito egoísta".

## Lista de canciones
Listado Internacional
1. «Rip out the Wings of a Butterfly»
2. «Poison Heart» (cover de The Ramones)

Listado Internacional en formato maxisencillo
1. «Rip out the Wings of a Butterfly» (radio edit)
2. «And Love Said No» (616 version)
3. «Vampire Heart» (vivo en Donington)
4. «Rip out the Wings of a Butterfly» (Video)

Listado en RU
1. «Rip out the Wings of a Butterfly» (radio edit)
2. «Poison Heart» (cover de Ramones)

Listado en RU en formato maxisencillo
1. «Rip out the Wings of a Butterfly» (radio edit)
2. «And Love Said No» (616 version)
3. «Vampire Heart» (Live at Donington)
4. «Rip out the Wings of a Butterfly» (Video)

Listado en RU en formato vinilo de 7"
1. «Rip out the Wings of a Butterfly»
2. «Poison Heart» (cover de Ramones)

DVD Single EE. UU.
1. «Rip out the Wings of a Butterfly» (Video)
2. «Making of Rip out the Wings of a Butterfly» (Video)

DVD II EE. UU.
1. «Rip out the Wings of a Butterfly» (Video)
2. «Making of Rip out the Wings of a Butterfly» (Video)
3. «Venus (in Our Blood)» - Audio
4. «The Cage» – Audio
5. «Poison Heart» - Audio

## Posicionamiento
| Listas (2006)              | Posición |
| -------------------------- | -------- |
| Finlandia                  | 1        |
| Austria                    | 18       |
| Alemania                   | 10       |
| Switzerland                | 28       |
| Irlanda                    | 35       |
| Italia                     | 20       |
| Noruega                    | 18       |
| España                     | 3        |
| Suecia                     | 12       |
| UK Singles Chart           | 10       |
| U.S. Billboard Hot 100     | 87       |
| Hot Mainstream Rock Tracks | 20       |
| Hot Modern Rock Tracks     | 19       |

- Datos: Q26599